# Rya distrikt
Rya distrikt är ett distrikt i Örkelljunga kommun och Skåne län. 
Distriktet ligger sydväst om Örkelljunga.

## Tidigare administrativ tillhörighet
Distriktet inrättades 2016 och utgörs av socknen Rya i Örkelljunga kommun.
Området motsvarar den omfattning Rya församling hade 1999/2000.